# Поперека, Михаил Степанович
Поперека Михаил Степанович (1910, Барановичи — март 1982, Донецк) — советский деятель органов госбезопасности и внутренних дел, генерал-лейтенант МВД СССР. Член ВКП(б) с 1932 года, член Ревизионной Комиссии КП(б) Украины в 1949—1954 годах. Депутат Верховного Совета УССР 3-го созыва. Награждён Указом Президиума Верховного Совета СССР от 29 октября 1948 года «за успешное выполнение специального задания Правительства» по борьбе с украинским националистическим подпольем в Западной Украине.

## Биография
Родился в семье рабочего. Украинец. Трудовую деятельность начал в 1925 году чернорабочим зерносовхоза «Чистая линия» Криничанского района Днепропетровского округа, в 1926—1928 годах работал чернорабочим зерносовхоза «Флеренбург» Новотроицкого района Мелитопольского округа. В 1928—1930 годах работал грузчиком, мотористом «Крымхимсельтреста» в городе Евпатории. В 1930—1931 годах — колхозник в колхозе «Незаможник» село Мишурин Рог Верхнеднепровского района. В 1931 году работал мотористом свиносовхоза «Коммунар» Ляховского района.
С 1931 года — на службе в Рабоче-крестьянской Красной армии: курсант школы младшего командного состава 5-й авиационной бригады, помощник командира взвода части 1557 Украинского военного округа. В 1934—1935 годах — секретарь партийного бюро отдельного батальона авиаотряда 5-й авиационной бригады Особой Краснознаменной Дальневосточной армии. В 1935—1938 годах учился в Ленинградском военно-политическом училище имени Ф. Энгельса.
С июля 1938 года — сотрудник органов НКВД. В 1939 году — заместитель начальника отделения 4-го отдела Главного Управления государственной безопасности (ГУГБ) НКВД СССР. В ноябре 1939 — апреле 1940 года — в резерве — в распоряжении парткома НКВД СССР. В апреле 1940 — феврале 1941 года — заместитель начальника 5-го отделения 4-го отдела Главного Управления государственной безопасности (ГУГБ) НКВД СССР.
В феврале—октябре 1941 года — заместитель начальника 3-го отдела — Особого отдела НКВД 6-й армии Киевского военного округа, Юго-Западного фронта. В 1941 году окончил 2 курса Военно-политической академии имени В. И. Ленина в Москве. В октябре—декабре 1941 года — на лечении в госпитале Юго-Западного фронта. В ноябре 1941 — январе 1942 года — начальник Особого отдела НКВД 61-й резервной армии. В январе — сентябре 1942 года — заместитель начальника Особого отдела НКВД Брянского фронта; в сентябре 1942 — июне 1943 года — заместитель начальника Особого отдела НКВД Северо-Западного фронта. В июне 1943 — июне 1944 года — заместитель начальника Управления контрразведки СМЕРШ Северо-Кавказского фронта. В июле 1944 — июле 1946 года — начальник Управления контрразведки СМЕРШ Львовского военного округа.
С 13 июля 1946 по 7 августа 1952 года — заместитель министра государственной безопасности Украинской ССР. С 7 августа 1952 до 19 марта 1953 года — начальник Управления Министерства государственной безопасности УССР по Львовской области. С марта до 14 мая 1953 года — заместитель министра внутренних дел Украинской ССР. В мае — июне 1953 года — начальник 4-го Управления МВД Украинской ССР. С 11 июня 1953 по 4 сентября 1954 года — заместитель министра внутренних дел Украинской ССР.
С сентября 1954 до сентября 1962 года — начальник Управления Министерства внутренних дел УССР по Сталинской области. С сентября 1962 до ноября 1968 года — начальник Управления охраны общественного порядка Донецкого облисполкома. С ноября 1968 по июль 1974 года — начальник Управления внутренних дел Донецкого облисполкома.
С июля 1974 года — в отставке, на пенсии.
Похоронен на Мушкетовском кладбище в Донецке.

## Звания
- лейтенант госбезопасности (25.09.1938);
- старший лейтенант госбезопасности (8.01.1939);
- старший батальонный комиссар (.06.1941);
- капитан госбезопасности (20.11.1941);
- майор госбезопасности (30.04.1942);
- полковник госбезопасности (14.02.1943);
- генерал-майор (31.07.1944);
- генерал-лейтенант внутренней охраны (22.11.1968).

## Награды
- орден Ленина (31.08.1971);
- пять орденов Красного Знамени (1941, 1944, 1945, 1948, 1954);
- орден Отечественной войны 1 степени (29.10.1943);
- орден Кутузова 2 степени (13.09.1945);
- дважды Орден Трудового Красного Знамени (23.01.1948, 27.07.1965);
- дважды Орден Красной Звезды (26.04.1940, 21.05.1947);
- Орден Виртути Милитари (Польша);
- Почётный знак «Заслуженный работник НКВД» (19.12.1942);
- медали.